# Anna Řeháková
Anna Řeháková v matrice Řehaková (16. července 1850 Praha-Nové Město – 27. května 1937 Praha) byla česká pedagožka, spisovatelka a překladatelka.

## Životopis
Rodiče Anny byli Waclaw Řehak (1805), vlastník krupařského obchodu a Marya Řehaková-Zelenská (1814) původem z Kutné Hory (příbuzná J. K. Tyla). Anna byla nejmladší ze sedmi sourozenců – Wenzl (1838), Barbara (1839), Maria (1940), Karl (1841), Johann (1843) a Eliška (1846–1916) spisovatelka a překladatelka.
Anna Řeháková navštěvovala českou dívčí školu F. Amerlingové, německou školu při klášteře voršilek, Na podzim 1868 vstoupila do českého ústavu pro vzdělání učitele při klášteře sv. Anny v Ječné ulici, který absolvovala jako první česká světská učitelka roku 1870. V letech 1872–1874 učila na dívčí obecné škole v Čáslavi a 1874–1905 na dívčí obecné škole u sv. Tomáše v Praze na Malé straně. Roku 1905 byla penzionována pro oční chorobu.
Byla jedna z prvních českých učitelek, kulturní a národní buditelka české dívčí mládeže, autorka próz, cestopisů, memoárů, propagátorka Slovinska a Slovenska a překladatelka z němčiny a italštiny. Angažovala se v ženském hnutí. Byla členkou Amerického klubu dam Vojty Náprstka. V Praze III bydlela na adrese U železné lávky 6.
Zemřela 27. května 1937 v Praze ve věku 86 let. Pohřbena byla spolu se svou sestrou Eliškou na Olšanských hřbitovech.

## Dílo

### Próza
- Povídky z hor – Praha: Alexandr Storch, 1894
- Povídky s cest – Velké Meziříčí: Šašek a Frgal, 1897
- Žena a život: tři povídky – Praha: Jan Otto, 1898
- Andělská srdce: povídka – Praha: Josef Richard Vilímek, 1905
- Z různých končin: povídky – Velké Meziříčí: Alois Šašek, 1910
- Na horách: obrázky ze slovinských Alp – Praha: František Topič, 1913
- Teta Eliška – Praha: Jos. R. Vilímek, 1917
- Tři dalmatské povídky – Praha: Šolc a Šimáček, 1920
- Jaro života: povídka – ilustroval K. Adámek, 4 celostranné obrazy V. Čutty. Praha: Emil Šolc, 1921
- Osud – Praha: Stýblo, 1923
- Za vlast a čest: povídky z dalmatského přímoří – ilustroval J. Goth. Praha: Šolc a Šimáček, 1925
- Vzpomínky z hor: příhody ze života zvířat – Praha: Státní nakladatelství, 1925
- V milém domě – Praha: Československá akciová tiskárna, 1925
- V lepším světě: povídky – Praha: nákladem vlastním, 1929
- Zašlé časy: vzpomínky – Praha: vlastní náklad, Beroun: Emanuel Volkán [distributor], 1932
- Z mého alba: pestré obrázky z různých končin – Praha: Péčí přátel české knihy: V. Souček [distributor], 1936

### Cestopisy
- Postojna: cestopisný obrázek z Kraňska – Praha: M. Reisová, 1886
- Dobrač: z cestovních upomínek Korutanských – Praha: Edvard Beaufort, 1887
- Na Slovinsku: cestopisné obrázky z Kraňska a Korutan – Velké Meziříčí: J. F. Šašek, 1891
- Obrázky z Alp: cestopisné črty z Korutan a Tyrol – Praha: Edvard Leschinger, 1905
- Italské siluety – Praha: vlastní náklad, 1907
- Z dalmátského jihu: cestopisné obrázky – Čáslav: vlastní náklad, 1910
- Na Sicilii: cestopisné obrazy – Louny: J. Rössler; Praha: Josef Springer, 1913

### Životopisné studie
- Otylie Sklenářová-Malá: fragmenty životopisné studie – Praha: vlastní náklad, 1914
- Ze života a korespondence Otylie Sklenářové-Malé – s osmi reprodukcemi dle fotografií; s pěti autografy. Praha: vlastní náklad, 1931

### Překlady
- Utrpení na pozemské pouti: Okruh báchorek – Carmen Sylva, z němčiny. Praha: J. Otto, 1901
- Na zámku a ve vsi – Marie Ebner-Eschenbach, z němčiny. 1903
- Pokuta – Neera; z vlaštiny; ilustroval Karel. Rélink. Praha: J. Otto, 1904
- Senio: román – Neera; z italštiny. Praha: J. Otto, 1810
- Ze života – Ada Christen; z němčiny a opatřila úvodem. Praha: J. Otto, 1911